# Bruce Malmuth
Bruce Malmuth (New York, 4 de fevereiro de 1934 - Los Angeles, 29 de junho de 2005) foi um ator e cineasta norte-americano.
Ator de pequenas participações como o apresentador de ringue no filme "The Karate Kid" (1984), ficou conhecido como diretor de filmes de ação como, Nighthawks (1981) com Sylvester Stallone ou Hard to Kill (1990) com Steven Seagal.
Em junho de 2005, Bruce faleceu em decorrência de um câncer no esôfago.

## Ligação externa
- Bruce Malmuth. no IMDb.